# Šiprage
Šiprage (serbokroatisk: Шипраге) er en by i Kotor Varoš i Bosnien-Hercegovina. Šiprage ligger ved floden Vrbanja, kun 31 km fra Kotor Varoš og 60 km fra Banja Luka, Republika Srpska. Tal fra folketællingen i 2013 viste at Šiprage havde en befolkning på 788.

## Historie
Den første bosættelse i dalen ved Vrbanja var i den neolittiske periode. Området blev herefter beboet af illyrerne.

### Krigen i Bosnien
Under krigen i Bosnien-Hercegovina (1992–1995) fordrev hæren fra Republika Srpska samt politi og paramilitære styrker den bosniske befolkning fra området.

## Demografi
| Etnicitet   | 1971         | 1981         | 1991         |
| Bosniere    | 422 (51,33%) | 711 (60,10%) | 745 (78,25%) |
| Serbere     | 370 (45,01%) | 320 (27,04%) | 168 (17,64%) |
| Kroatere    | 1 (0,10%)    | 6 (0,50%)    | 0            |
| Jugoslavere | 9 (1,09%)    | 136 (11,49%) | 32 (3,36%)   |
| Øvrige      | 110 (1,48%)  | 10 (0,84%)   | 6 (0,63%)    |
| I alt       | 822          | 1.183        | 952          |

| Indbyggere i Kotor Varoš amt fordelt på etnisk gruppe i 1953 | Indbyggere i Kotor Varoš amt fordelt på etnisk gruppe i 1953 | Indbyggere i Kotor Varoš amt fordelt på etnisk gruppe i 1953 | Indbyggere i Kotor Varoš amt fordelt på etnisk gruppe i 1953 | Indbyggere i Kotor Varoš amt fordelt på etnisk gruppe i 1953 | Indbyggere i Kotor Varoš amt fordelt på etnisk gruppe i 1953 | Indbyggere i Kotor Varoš amt fordelt på etnisk gruppe i 1953 | Indbyggere i Kotor Varoš amt fordelt på etnisk gruppe i 1953 | Indbyggere i Kotor Varoš amt fordelt på etnisk gruppe i 1953 | Indbyggere i Kotor Varoš amt fordelt på etnisk gruppe i 1953 | Indbyggere i Kotor Varoš amt fordelt på etnisk gruppe i 1953 |
| Område                                                       | I alt                                                        | Serbere                                                      | Kroatere                                                     | Jugoslavere uafklaret                                        | Slovenere                                                    | Makedonere                                                   | Montenegrinere                                               | Tjekker                                                      | Rusinere Ukrainere                                           | Andre ikke-Slavere                                           |
| ------------------------------------------------------------ | ------------------------------------------------------------ | ------------------------------------------------------------ | ------------------------------------------------------------ | ------------------------------------------------------------ | ------------------------------------------------------------ | ------------------------------------------------------------ | ------------------------------------------------------------ | ------------------------------------------------------------ | ------------------------------------------------------------ | ------------------------------------------------------------ |
| Kotor Varoš amt                                              | 37.898                                                       | 25.008                                                       | 6.485                                                        | 6.375                                                        | 4                                                            | 4                                                            | 10                                                           | 2                                                            | 2                                                            | 8                                                            |
| Kotor Varoš by                                               | 4.715                                                        | 805                                                          | 2.640                                                        | 1.253                                                        | 2                                                            | 3                                                            | 6                                                            | 1                                                            | 1                                                            | 4                                                            |
| Maslovare                                                    | 4.574                                                        | 3.966                                                        | 8                                                            | 600                                                          | -                                                            | -                                                            | -                                                            | -                                                            | -                                                            | -                                                            |
| Previle                                                      | 4.576                                                        | 3.537                                                        | 696                                                          | 342                                                          | -                                                            | -                                                            | -                                                            | -                                                            | -                                                            | 1                                                            |
| Skender Vakuf                                                | 7.100                                                        | 6.566                                                        | 16                                                           | 518                                                          | -                                                            | -                                                            | -                                                            | -                                                            | -                                                            | -                                                            |
| Šiprage                                                      | 7.746                                                        | 6.036                                                        | 24                                                           | 1.682                                                        | 1                                                            | 1                                                            | -                                                            | -                                                            | -                                                            | 2                                                            |
| Vrbanjci                                                     | 4.919                                                        | 1.678                                                        | 1.728                                                        | 1.505                                                        | 1                                                            | -                                                            | 4                                                            | 1                                                            | 1                                                            | 1                                                            |
| Zabrđe                                                       | 4.268                                                        | 2.420                                                        | 1.373                                                        | 475                                                          | -                                                            | -                                                            | -                                                            | -                                                            | -                                                            | -                                                            |